# Купище (зупинний пункт)
Ку́пище — пасажирський залізничний зупинний пункт Коростенської дирекції Південно-Західної залізниці розташований на одноколійній, неелектрифікованій лінії Коростень — Олевськ.
Розташований біля села Купище Коростенського району Житомирської області між станціями Коростень (9 км) та Лугини (2 км).
На зупинному пункті зупиняються приміські поїзди.